# Каплиця Матері Божої Ангельської (Дзвинячка)
Каплиця Матері Божої Ангельської в Дзвинячці — римсько-католицька культова споруда в селі Дзвинячці Тернопільської области України.

## Відомості
- 1871 — збудовано каплицю-усипальницю.
- 1895 — у святині поховано архієпископа Зигмунта Фелінського. У 1920 року його прах перевезено до Варшави, де 14 квітня 1921 р. урочисто перепохований в крипті Варшавського кафедрального костелу.
- 2007 — зусиллями черниць згромадження Сестер Францисканок Родини Марії[1] святиню відновлено.